# 546

## Esdeveniments

### Països Catalans
- Els visigots del rei Teudis traslladen la seva capital de Barcelona a Toledo.
- Celebració del Concili de Lleida. Hi ha els bisbes de Tarragona, Urgell, Empúries, Barcelona, Saragossa, Terrassa, Tortosa, Lleida i Girona.
- Concili de València, que reuneix a sis bisbes.

### Món
- Els ostrogots reconquereixen Roma